# Гермес, Иоганн Густав
Иоганн Густав Гермес (нем. Johann Gustav Hermes; 20 июня 1846, Кёнигсберг, Королевство Пруссия — 8 июня 1912, Бад-Эйнхаузен, Германская империя) — немецкий математик.

## Биография
Гермес родился в Кёнигсберге и получил образование в Кнайпхофской гимназии, закончив её в 1866 году. После окончания средней школы Гермес четыре года изучал математику в Кёнигсберге. Прекратил исследования из-за мобилизации во время Франко-прусской войны, однако, после её окончания, 14 декабря 1872 года получил профессиональную степень в области математики. Докторскую степень Иоганн Густав Гермес получил 5 апреля 1879 года за диссертацию на тему «Проблема цикличности корней из единицы в линейных уравнениях (для простых чисел вида 2m+1)» (нем. «Zurückführung des Problems der Kreistheilung auf lineare Gleichungen (für Primzahlen von der Form 2m+1)».
После года работы в реальной гимназии в Инстербурге (ныне Черняховск), Гермес работал учителем в прогимназии Королевского приюта Кенигсберга в Пруссии (нем. Königliches Waisenhaus zu Königsberg in Preußen ). В 1883 году он был преподавателем средней школы, спустя десять лет стал профессором коллежской гимназии в Лингене. 1 апреля 1899 года Иоганн Гермес стал директором реальной гимназии в Оснабрюке. 31 декабря 1906 года уволился по собственному желанию из-за болезни. Умер Гермес в Бад-Эйнхаузене 8 июня 1912 года, 12 июня был похоронен в Оснабрюке.

### Достижения
В 1894 году Гермес после более чем десятилетних исследований нашёл способ построения правильного 65537-угольника с помощью циркуля и линейки и описал его в рукописи размером более 200 страниц (оригинал рукописи хранится в библиотеке Гёттингенского университета).
Один слишком навязчивый аспирант довёл своего руководителя до того, что тот сказал ему: «Идите и разработайте построение правильного многоугольника с 65537 сторонами». Аспирант удалился, чтобы вернуться через 20 лет с соответствующим построением.Дж. Литлвуд
В своей первой речи в качестве директора реальной гимназии в Оснабрюке 11 апреля 1899 года он высоко оценил категорический императив Иммануила Канта, который также жил в Кёнигсберге. Он закончил словами: «Терпение — это врата в радость» (нем. «Geduld ist die Pforte der Freude»).